# مجموعة جيوش الجنوب
مجموعة جيوش الجنوب (بالألمانية: Heeresgruppe Süd) تشكيل عسكري ألماني بحجم مجموعة جيوش ضمت مجموعة الجيوش الجنوبية خلال عملية بارباروسا على 41 فرقة عسكرية موزعين على الجيش السابع عشر والجيش الحادي عشر
والجيش السادس ومجوعة البانزر الأولى، القيادة العامة كانت بيد غيرد فون رونتشتيت.